# Parador Belgrano
Parador Belgrano es una estación ferroviaria ubicada en la intersección de la Avenida Belgrano y Martín Zapata/Montevideo en la Ciudad de Mendoza, Departamento Capital, Provincia de Mendoza, República Argentina.

## Historia
la estación fue inaugurada el 28 de febrero de 2012, junto con el resto de las estaciones de la línea. Es una estación intermedia del servicio que une Estación Gutiérrez y Estación Mendoza.

## Imágenes

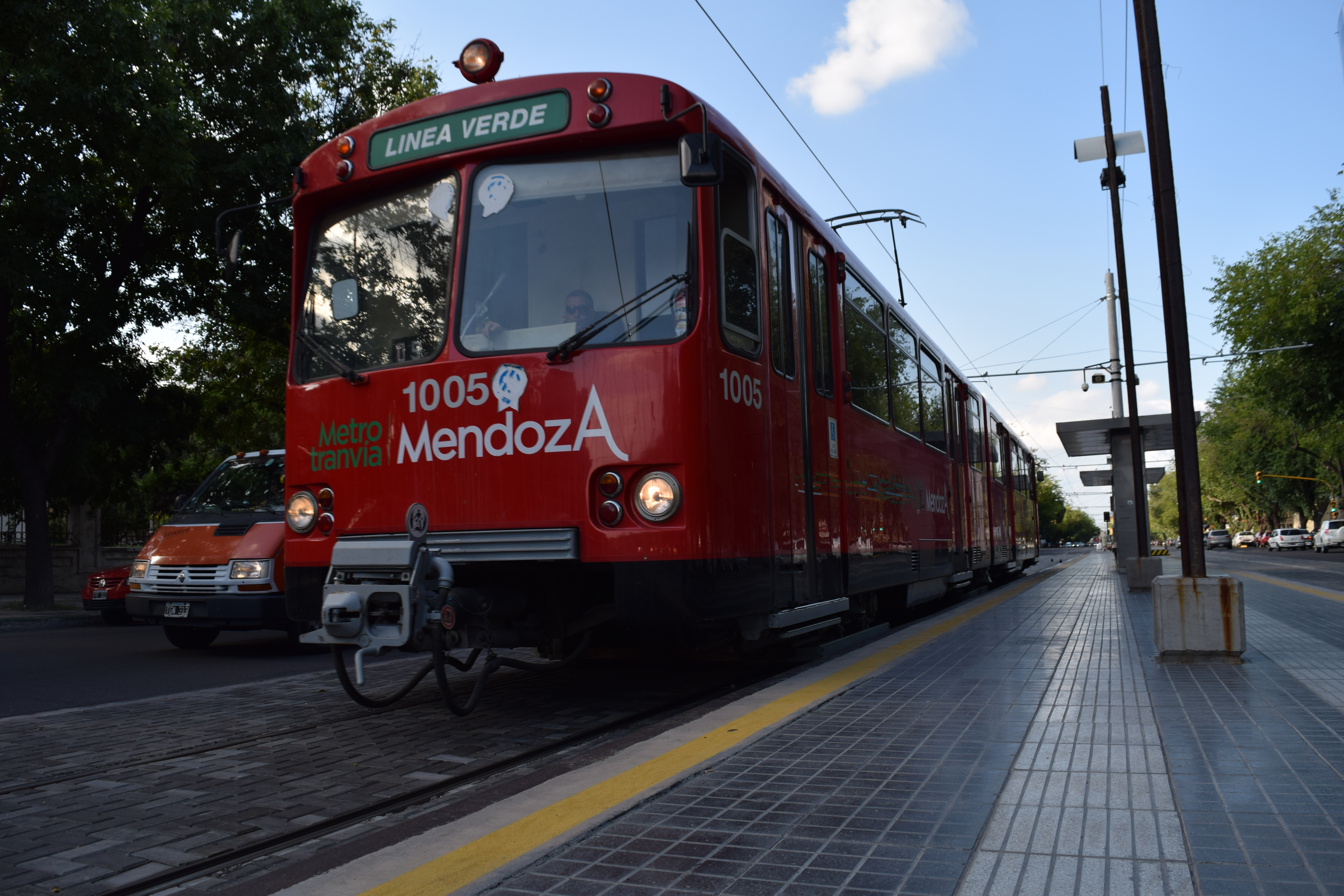
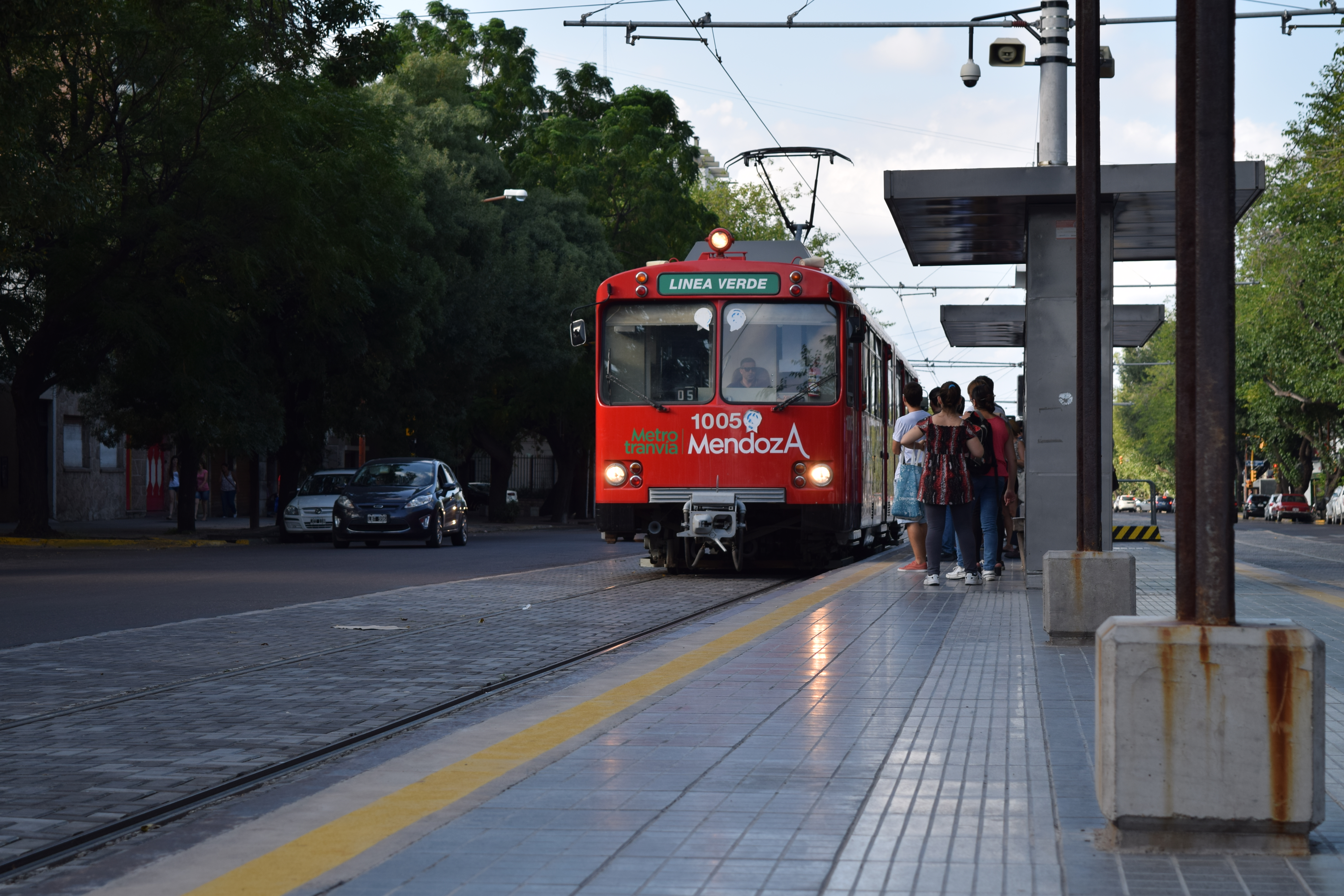